# Chelonus meridionalis
Chelonus meridionalis är en stekelart som beskrevs av William Harris Ashmead 1894. Chelonus meridionalis ingår i släktet Chelonus och familjen bracksteklar. Inga underarter finns listade i Catalogue of Life.